# しばあみ
しばあみ（8月3日 - ）は、愛媛県新居浜市出身の歌手、作詞家、作曲家。本名「柴 亜実」。血液型O型。現役OLシンガーソングライター。

## 来歴・人物
大学卒業後、NHK松山放送局の番組レポーターを経て、その後東京で音楽活動を開始。アロマを嗅いだ時にホッとするような音楽、心に響く『アロマポップス』という独自のジャンルを築き、定期的にアロマイベントを開催。
アルバム収録曲「スピード」がテレビ東京系「アリケン」のエンディングテーマに、シングル「地球の涙」がTBS系「噂の!東京マガジン」エンディングテーマに起用。
現在は、ファッション雑誌出版社に勤めながら音楽活動を続ける現役OLシンガーソングライター。
代表曲「アイになる」「地球の涙」が、カラオケDAMにて全国配信中。

## ディスコグラフィー

### シングル
- 2010年、シングル「地球の涙」全国リリース（ユニバーサルミュージック） ※TBS系「噂の!東京マガジン」エンディングテーマ

### アルバム
- 2006年 ミニアルバム「アネモネ」全国リリース
- 2008年 ミニアルバム「Star☆～キミイロの空」　全国リリース
- 2016年 アルバム「LOVE LIKE CINEMA」全国リリース（KADOKAWA）

## 出演

### テレビ
- 2010年 東京MXテレビうたなび ゲスト出演